# David Jurásek
David Jurásek (* 7. August 2000 in Dolní Němčí) ist ein tschechischer Fußballspieler. Der linke Außenverteidiger steht aktuell bei Benfica Lissabon unter Vertrag und ist bis Ende Juni 2026 an Beşiktaş Istanbul ausgeliehen. Außerdem ist er seit März 2023 Nationalspieler von Tschechien.

## Karriere

### Verein

#### Karrierebeginn in Tschechien
Nach vielen unterschiedlichen Stationen im Jugendbereich debütierte Jurásek im Juni 2020 für den FC Zbrojovka Brünn in der 2. Liga und absolvierte in der restlichen Saison insgesamt 6 kurze Einsätze. Die Spielzeit beendete Zbrojovka Brünn auf dem 2. Tabellenplatz was den Aufstieg in die 1. Liga bedeutete.
Jurásek aber verblieb in der 2. Liga und schloss sich Ende August 2020 dem SK Prostějov an. Bei seinem neuen Verein konnte er sich in der Liga etablieren und stand bei 25 von möglichen 26 Ligaspielen auf dem Spielfeld. Dazu erzielte er im April 2021 gegen den FC Vysočina Jihlava sein erstes Tor im Profifußball.
Nach einem Jahr verließ er Prostějov wieder und wechselte zum FK Mladá Boleslav in die Fortuna Liga, die 1. tschechische Fußball-Liga. Auch dort konnte er direkt überzeugen und gehörte von Beginn an zur Startelf von Mladá Boleslav.
Nach einer überzeugenden Hinrunde zog er bereits im Februar 2022 weiter und schloss sich dem amtierenden Meister Slavia Prag an. Wie bereits in den vorherigen Stationen gehörte er auch in Prag sehr schnell zu den wichtigen Spielern im Kader und stand dadurch regelmäßig in der Startelf. Im Mai 2023 gewann Jurásek mit Slavia Prag das Pokalfinale gegen den Stadtrivalen Sparta Prag.

#### Wechsel nach Portugal und Leihstationen in Deutschland und der Türkei
Im Juli 2023 verließ er Tschechien und wechselte zu Benfica Lissabon. Jurásek debütierte im August 2023 beim 2:0-Sieg im Superpokal gegen den FC Porto und gewann dadurch in seinem ersten Spiel für Benfica auch seinen ersten Titel in Portugal. Im Gegensatz zu den Stationen in Tschechien spielte Jurásek für die Portugiesen nur sehr unregelmäßig und stand dabei auch nur sehr selten in der Startelf.
Dadurch wechselte er im Januar 2024 leihweise mit Kaufoption für die restliche Spielzeit zur TSG 1899 Hoffenheim in die Bundesliga. Erstmals für die TSG spielte er am 11. Februar 2024, als er beim Ligaspiel gegen den 1. FC Köln für Robert Skov eingewechselt wurde. In der Rückrunde spielte er insgesamt 13-mal für die Hoffenheimer und legte dabei ein Tor vor. Der Verein konnte sich am Ende der Saison auf dem 7. Tabellenplatz für die UEFA Europa League qualifizieren. Für die Saison 2024/25 wurde die Leihe um ein weiteres Jahr verlängert. Den Saisonbeginn verpasste Jurásek wegen eines Unterarmbruchs, konnte sich jedoch auch anschließend nicht mehr durchsetzen und stand in der gesamten Spielzeit nur sechsmal in der Startelf in der Bundesliga. Hoffenheim zog die Kaufoption nicht und die Leihe endete im Sommer 2025.
Für die Spielzeit 2025/26 folgte für den Tscheche die Leihe mit Kaufoption in die Türkei zu Beşiktaş Istanbul.

### Nationalmannschaft
Zwischen 2017 und 2022 spielte er insgesamt achtmal für die tschechische U17 und U21-Auswahl.
Im Frühjahr 2023 wurde Jurásek von Nationaltrainer Jaroslav Šilhavý erstmals in den Kader der tschechischen A-Nationalmannschaft einberufen und debütierte dabei am 24. März 2023 beim 3:1-Heimsieg in der EM-Qualifikation gegen Polen. Nach weiteren regelmäßigen Einsätzen für die Nationalmannschaft wurde er Ende Mai 2024 in den Kader für die Europameisterschaft 2024 in Deutschland einberufen. In der Vorbereitung für das Turnier erzielte er am 7. Juni 2024 im Freundschaftsspiel gegen Malta sein erstes Länderspieltor. Bei der Europameisterschaft stand er bei 2 von 3 Gruppenspielen in der Startelf, allerdings schied die Auswahlmannschaft mit nur einem Punkt bereits in der Gruppenphase aus dem Turnier aus.

## Erfolge
- Aufstieg in die 1. Liga: 2019/20 (FC Zbrojovka Brünn)
- Tschechischer Pokalsieger: 2022/23 (Slavia Prag)
- Portugiesischer Superpokalsieger: 2023 (Benfica Lissabon)

Auszeichnungen
- Nachwuchsspieler der Saison: Fortuna Liga 2021/22[14]